# Die Passagierin (Oper)
Die Passagierin (russisch: Пассажирка, Passaschirka) ist eine Oper in zwei Akten (op. 97) von Mieczysław Weinberg. Sie gilt als dessen Hauptwerk. Obwohl die Oper bereits 1968 vollendet wurde, fand eine konzertante Uraufführung erst 2006 in Moskau und eine szenische Uraufführung während der Bregenzer Festspiele am 21. Juli 2010 statt. Das Libretto von Alexander Medwedew basiert auf dem gleichnamigen autobiographischen Roman Pasażerka von Zofia Posmysz.

## Inhalt
Die ehemalige KZ-Aufseherin Lisa glaubt 15 Jahre nach Kriegsende auf dem Schiff den früheren weiblichen Häftling Martha (in einer anderen Passagierin) zu erkennen. Die Szenen finden abwechselnd auf dem Schiff und in Auschwitz statt, die Schlussszene am Heimatfluss Marthas.

### Erster Akt
Erstes Bild. Auf dem Schiff
Anna Lisa Kretschmar (geborene Franz) befindet sich mit ihrem Ehemann, einem angehenden Botschafter, mit dem Schiff auf dem Weg zu seinem zukünftigen Bestimmungsort in Südamerika.
Lisa, eine ehemalige KZ-Aufseherin, glaubt an Bord die ehemalige Gefangene Martha zu erkennen. Die Oberaufseherin erscheint ihr in einem Rückblick „Seien Sie nicht so zögerlich“. Sie gesteht ihrem Mann ihre damalige Zugehörigkeit zur SS. „Es ist wahr, ich war in Auschwitz, aber deshalb bin ich noch lange keine Verbrecherin. Ich habe niemals jemanden geschlagen.“
Ihr Mann reagiert mit Karriereängsten und dem Gefühl betrogen zu sein. Als Anna ihn um Verzeihung bittet, tröstet er sie: „Jeder hat das Recht, den Krieg zu vergessen“.
Am Schluss der Szene erfahren beide zu ihrer Erleichterung vom Steward, dass die Unbekannte englische Staatsbürgerin ist.
Ihr Ehemann resümiert: „Wir Deutschen quälen uns selbst gern mit Zweifeln, mit Schreckensphantasien und nebligen Geheimnissen. Sentimental sind wir. Doch diese Eigenschaft macht uns reiner.“
Zweites Bild. Appell in Auschwitz
In Auschwitz beklagen sich SS-Führer über die Langeweile im Lager und die Schwierigkeit, die ihnen die Beseitigung der anfallenden Leichen bereitet. Sie trösten sich mit der Gewissheit, den Willen des Führers zu erfüllen: „Wir säubern die Erde für das Große, das Deutsche Reich. Hier in Auschwitz machen wir Geschichte“.
Die Aufseherin Lisa beschließt, Martha zu ihrer Vertrauten zu machen, um sich die Führung ihres Gefangenenkommandos, des Trupps, zu erleichtern.
Drittes Bild. Baracke
Der Chor der weiblichen Häftlinge empfängt eine Neuangekommene (Yvette aus Dijon). Andere sind aus Warschau, Kiew, Zagreb, Prag, Minsk, Paris.
Eine Griechin will sterben. Martha kann sie nicht trösten.
Eine Mutter bittet Gott um die Gesundheit ihrer Kinder und um die Bestrafung ihrer Peiniger.
Eine Gefangene stellt die Frage, ob die Deutschen auch einen Gott haben und dieser dann streng wie der Kapo sei.
Eine Frau wird brutal zusammengeschlagen.
Als bei ihr ein Zettel gefunden wird, zwingt Lisa Martha, ihn übersetzend vorzulesen. Martha betrügt sie, statt des konspirativen Kassibers deklamiert sie einen Liebesbrief.
Auf dem Schiff
In dieser kurzen Szene vor der Pause beklagt sich Lisa bei ihrem Mann über diesen Betrug, von dem sie später erfahren hat: „Sie alle haben uns gehasst, Walter! Ich … wir alle, die wir im Lager Dienst taten, konnten uns nicht damit abfinden …“ – Walter schweigt dazu.

### Zweiter Akt
Viertes Bild. Magazin in Auschwitz
Lisa verwaltet die Geigen, die den Häftlingen abgenommen wurden. Eine wertvolle Geige wird ausgewählt, um dem KZ-Kommandanten dessen Lieblingswalzer von einem Insassen vorspielen zu lassen: „Er soll spielen, bevor er sich in Luft auflöst. So ist er doch noch zu etwas nütze.“
Der Musiker, welcher das Instrument abholen soll, stellt sich als Marthas Verlobter Tadeusz heraus, von dem sie vor zwei Jahren, nach ihrer Inhaftierung, getrennt wurde.
Als sie von Lisa überrascht werden, zeigt diese Verständnis und ermöglicht ihnen ein Rendezvous.
Die Frau, bei der das Kassiber gefunden wurde, kommt hinzu; es stellt sich heraus, dass ihr dieses von Tadeusz übergeben wurde.
Fünftes Bild. Werkstatt
In der Werkstatt des KZ erhält Tadeusz eine weitere Nachricht: „Euer Bericht wurde in Krakau rechtzeitig empfangen. Wir danken für die wertvolle Angaben. Wisst: Kiew ist befreit! Haltet durch, Freunde, und seid vorsichtig!“.
Tadeusz ist damit beschäftigt, eine Lagermadonna nach Marthas Ebenbild zu schaffen.
Als Lisa ihm anbietet, ein weiteres Treffen mit Martha zu ermöglichen, lehnt dieser ab, da er für Martha kein Risiko wünscht und nicht in Lisas Schuld stehen will.
Auf dem Schiff
Lisa Jahre später, wieder in einer kurzen Szene, gegenüber ihrem Mann über diese Ablehnung: „Er wollte von mir keine Gefälligkeiten, Walter! […] Obwohl er wusste, dass er zum Tode verurteilt war, hat er abgelehnt. Sie waren alle blind vor Hass …“.
Sechstes Bild. Baracke
Im KZ feiert Martha ihren zwanzigsten Geburtstag.
Martha setzt zu einer großen Arie an, in der sie sich mit der Allgegenwärtigkeit des Todes im Lager auseinandersetzt: „[…] möchte ich dem Tod erst in die Augen sehen, wenn er Platz genommen hat neben mir!“
Als Lisa in der Baracke auftaucht, erzählt sie Martha, dass Tadeusz es abgelehnt hatte, sie zu treffen. Martha und die Insassen halten diese Entscheidung für richtig: „Frau KZ-Aufseherin, Tadeusz hat recht.“
Mit einem Sprachunterricht beginnen die Häftlinge sich über die Zeit nach dem Krieg Hoffnung zuzusprechen. Katja singt das russische Volkslied „Du, mein Tal, mein Tal, grenzenlose Weite“ („Ой, ты, лужок“), in welchem sie ein letztes Mal der Idylle und Glückseligkeit ihrer Heimat und ihres alten Lebens gedenkt, bevor die Insassinnen am Ende des sechsten Bildes ermordet werden.
Lisa erzählt Martha, dass sie ihre verbotene Kontaktaufnahme gemeldet habe und eröffnet ihre Strafe: „Du gehst in den Block, – du weißt, was ich meine …“. Vorher würde sie jedoch in dem Konzert Tadeusz’ hören müssen. „Dies wird mein letztes Geschenk an dich sein.“
Die Szene schließt ab mit einem Hilferuf an Gott und endet mit dem Zweifel „wenn es dich gibt“.
Siebtes Bild. Schiff
Lisa erfährt, dass die unbekannte Passagierin, in der sie Martha zu erkennen glaubt, doch Polin ist.
Lisa rechtfertigt ihre Vergangenheit: „Ja, ich war in Auschwitz, und deshalb bin ich sicher noch keine Verbrecherin. Ich war eine ehrliche Deutsche. Ich bin stolz, denn ich habe meine Pflicht getan.“
Ihr Mann bestätigt sie: „Es war halt Krieg. Das ist schon lange her. Jeder hat das Recht, den Krieg zu vergessen … die Zeit wusch alles fort …“
Achtes Bild. Konzert in Auschwitz
Im KZ fordert man Tadeusz auf, den Walzer zu spielen, und enthüllt ihm sein Todesurteil: „[…] Spiele wie vor Gott, dem Herrn. Du wirst dich bald mit ihm treffen.“
Statt des Walzers spielt Tadeusz jedoch Bachs Chaconne (aus der Partita d-Moll).
Die SS-Wächter zerschlagen seine Geige und führen ihn, während sie ihn brutal zusammenschlagen, ab.
Auf dem Schiff
Lisa hat ihre Furcht überwunden und nimmt an einer Tanzveranstaltung teil. Da tritt die Passagierin hinzu und überreicht der Kapelle einen Zettel mit ihrem Musikwunsch. Die Kapelle spielt den Lieblingswalzer des KZ-Kommandanten.
Epilog. Die gealterte Martha am Fluss
Martha sitzt nach Jahrzehnten an ihrem Heimatfluss, sie fragt nach ihren getöteten Freunden: „Wenn eines Tages eure […] Stimmen verhallt sind, dann gehen wir zugrunde.“
Sie erinnert sich, dass sie und ihre Mitinsassen geschworen hatten, ihren Peinigern niemals zu vergeben.

## Gestaltung
Weinberg setzt Elemente der Zwölftonmusik sowie Zitate aus der Volksmusik ein. Parallelen bestehen zu Schostakowitschs Lady Macbeth von Mzensk und Bergs Wozzeck sowie der Musik Brittens. Das Libretto wurde im Original auf Russisch verfasst, für die szenische Uraufführung in Bregenz Weinberg wurde jedoch eine mehrsprachige Fassung erstellt, wodurch dem Russischen die deutsche, englische, französische, jiddische, polnische und tschechische Sprache an die Seite gestellt wurden. Diese Fassung wird bei Aufführungen außerhalb des russischen Sprachraumes bevorzugt.

### Instrumentation
Die Orchesterbesetzung der Oper enthält die folgenden Instrumente:
- Holzbläser: drei Flöten, drei Oboen, drei Klarinetten, Altsaxophon, drei Fagotte
- Blechbläser: sechs Hörner, vier Trompeten, drei Posaunen, Baritonhorn, Tuba
- Pauken, Schlagzeug (drei Spieler)
- Celesta, Klavier
- Gitarre
- Streicher
- Bühnenmusik: Akkordeon, Gitarre, Klavier, Schlagzeug, Kontrabass

## Werkgeschichte
Dmitri Schostakowitsch erkannte beim Lesen des Romans durch die zwei Handlungsstränge die Eignung des Stoffs für eine Oper. Er reichte ihn an Alexander Medwedew weiter, der seinerseits Weinberg auf das Buch aufmerksam machte. Medwedjew besuchte mit der Autorin Auschwitz, wobei sich Zofia Posmysz einverstanden damit zeigte, in der Opernfassung des Romans der Gefangenen Martha (oder der Aufseherin Lisa?) breiteren Raum zu bieten.
Trotz der intensiven Fürsprache Schostakowitschs und obwohl die Oper bereits am Bolschoi-Theater eingeprobt wurde, kam sie erst im 21. Jahrhundert zur Aufführung, da man in der Sowjetunion Assoziationen zwischen einem KZ und dem Gulag fürchtete. Dem Werk wurde ein „abstrakter Humanismus“ vorgeworfen.
Nach einer konzertanten Uraufführung in Moskau 2006 erfolgte die szenische Uraufführung am 21. Juli 2010 im Rahmen der Bregenzer Festspiele. Dort standen der Prager Philharmonische Chor und die Wiener Symphoniker unter der musikalischen Leitung von Teodor Currentzis. Die Regie hatte David Pountney. Es sangen Elena Kelessidi (Martha), Artur Ruciński (Tadeusz), Svetlana Doneva (Katja), Angelica Voje (Krzystina), Elżbieta Wróblewska (Vlasta), Agnieszka Rehlis (Hannah), Talia Or (Ivette), Helen Field (Eine alte Gefangene), Liuba Sokolova (Bronka), Roberto Saccà (Walter), Michelle Breedt (Lisa), Tobias Hächler (1. SS-Mann), Wilfried Staber (2. SS-Mann) und David Danholt (3. SS-Mann). Zofia Posmysz, die bei der Aufführung 86 Jahre alte Auschwitz-Überlebende, nahm 2010 an den Aufführungen in Bregenz teil und stellte sich den Fragen der Besucher. Die Bregenzer Inszenierung wurde mehrfach von anderen Opernhäusern übernommen: 2010 vom Teatr Wielki in Warschau, 2011 von der English National Opera in London, 2014 von der Houston Grand Opera, die diese Produktion in Houston und beim Lincoln Center Festival in New York zeigte, 2015 von der Lyric Opera of Chicago und vom Detroit Opera House sowie 2016 von der Florida Grand Opera in Miami.
Die deutsche Erstaufführung fand am 18. Mai 2013 am Staatstheater Karlsruhe statt. Die Inszenierung besorgte Holger Müller-Brandes, die Ausstattung Philipp Fürhofer, die musikalische Leitung hatte Christoph Gedschold. Seither wurde die Oper mehrfach auf europäischen Bühnen neu inszeniert: Im März 2015 brachte die Oper Frankfurt eine Inszenierung unter der Regie von Anselm Weber und dem Dirigat von Leo Hussain und Christoph Gedschold heraus. Im September 2016 wurde die Oper in Jekaterinburg aufgeführt (Regie: Thaddeus Strassberger, Dirigent: Oliver von Dohnányi) sowie 2017 bei einem Gastspiel am Bolschoi-Theater in Moskau gezeigt; im Januar 2017 folgte eine Inszenierung im Musiktheater im Revier in Gelsenkirchen (Regie: Gabriele Rech, Dirigent: Valtteri Rauhalammi) und im selben Monat an der Novaya Opera in Moskau (Regie: Sergey Shirikov, Dirigent: Jan Latham-Koenig). 2019 brachte Theater & Philharmonie Thüringen Altenburg-Gera eine Neuinszenierung heraus (Regie: Kay Kuntze, Dirigent: Laurent Wagner), die 2023 noch einmal für wenige Vorstellungen wieder aufgenommen wurde. 2020 folgte eine weitere Neuinszenierung des Werkes an der Oper Graz (Regie: Nadja Loschky, Dirigent: Roland Kluttig), 2022 eine am Tiroler Landestheater Innsbruck (Regie: Johannes Reitmeier, Dirigent: Tommaso Turchetta). Die erste Inszenierung der Oper nach dem Tod von Zofia Posmysz hatte am 10. März 2024 an der Bayerischen Staatsoper Premiere (Regie: Tobias Kratzer, Dirigent: Vladimir Jurowski). Am 12. Oktober 2024 hatte die Oper in der Regie von Bernd Reiner Krieger am Theater Lübeck unter dem Dirigenten und 1. Kapellmeister Takahiro Nagasaki ihre norddeutsche Premiere. Am 19. April 2025 fand die von Dedi Baron inszenierte Premiere im Theater Krefeld-Mönchengladbach unter GMD Mihkel Kütson statt.

## Rezensionen
Schon nach einigen privaten Klaviervorträgen schrieb der enge Freund Weinbergs, Schostakowitsch: „[…] Aber es ist eine wirkliche Oper geworden, ein Erfolg, dem alle früheren Werke Weinbergs den Weg gebahnt haben. Und abgesehen von seinen musikalischen Verdiensten ist dies ein Werk, das wir heute dringend benötigen.“
Markus Thiel vom Münchner Merkur greift den häufigen Vergleich der Freunde Schostakowitsch und Weinberg auf: wo ersterer „in schmerzhaft-wildem Expressionismus Bewältigungsarbeit leistet“, nutze Weinberg Stilmittel „der Verinnerlichung, der Stilisierung, auch des Bruchstückhaften. Kein greller Naturalismus, keine pathetischen Muskelspiele (bis auf den großartigen Schluss) kennzeichnen also diese Musik …“.
Egbert Tholl von der Süddeutschen Zeitung umschreibt die Wirkung der Szene, in der Thadeusz sein Ende findet, folgendermaßen: „Die Wirkung dieser Szene lässt sich nicht in Worte fassen. Weinberg vertont auch keinen Text, er lässt die Musik in Ruhe. Die Streicher im Orchester nehmen die Chaconne auf, der Klang dieser wunderbaren Musik erfüllt den ganzen Raum. Einer der vielen Momente, die in dieser Oper schlichtweg unfassbar sind“.

## Sonstiges
Kurz vor dem Tod Weinbergs versprach sein Librettist Medwedew bei einer eventuellen Uraufführung der Oper „doppelt“ so gut, also einmal für sich und einmal für den Komponisten hinzuhören. Tragischerweise verstarb Medwedew wenige Tage, bevor er Gelegenheit hatte, eine Aufführung der Bregenzer Festspiele zu besuchen.

## Aufnahmen
Die Aufführung der Oper bei den Bregenzer Festspielen 2010 wurde in Coproduktion von UNITEL und dem ORF (in Cooperation mit den Bregenzer Festspielen und CLASSICA) aufgezeichnet und ist als DVD und Blu-ray am 30. Oktober 2010 bei NEOS erschienen, und erneut am 30. Oktober 2015 bei Arthaus Musik. Die Spielzeit der Oper beträgt ca. 160 Min. Als Zusatzmaterial gibt es dazu eine Dokumentation In der Fremde sowie ein 164-seitiges Booklet mit Synopsis, komplettem Libretto, Künstlerbiografien sowie einem Text von Dmitri Schostakowitsch über die Oper.
Eine Gesamtaufnahme der Oper Graz unter Roland Kluttig wurde 2021 beim Label Capriccio als CD veröffentlicht.